# 翁善畊
翁 善畊（おきな ぜんこう、1875年ごろ - 没年不明）は、中国（清朝）の福建省福清市出身、日本の福岡県久留米市で活動した実業家。中華料理店の光華楼、映画館の文化会堂などの経営を通じて久留米市の文化的発展に寄与した。

## 経歴
中国（清朝）・福建省福清市に生まれた。父は翁信鋭であり、善畊は三男である。7歳の時に両親を亡くしている。若くして医薬調剤師の資格を取得し、漢方医の陳徳安とともに医院を開業したが、20歳の時には税務官の採用試験に合格して税務官となった。

### 日本渡航後

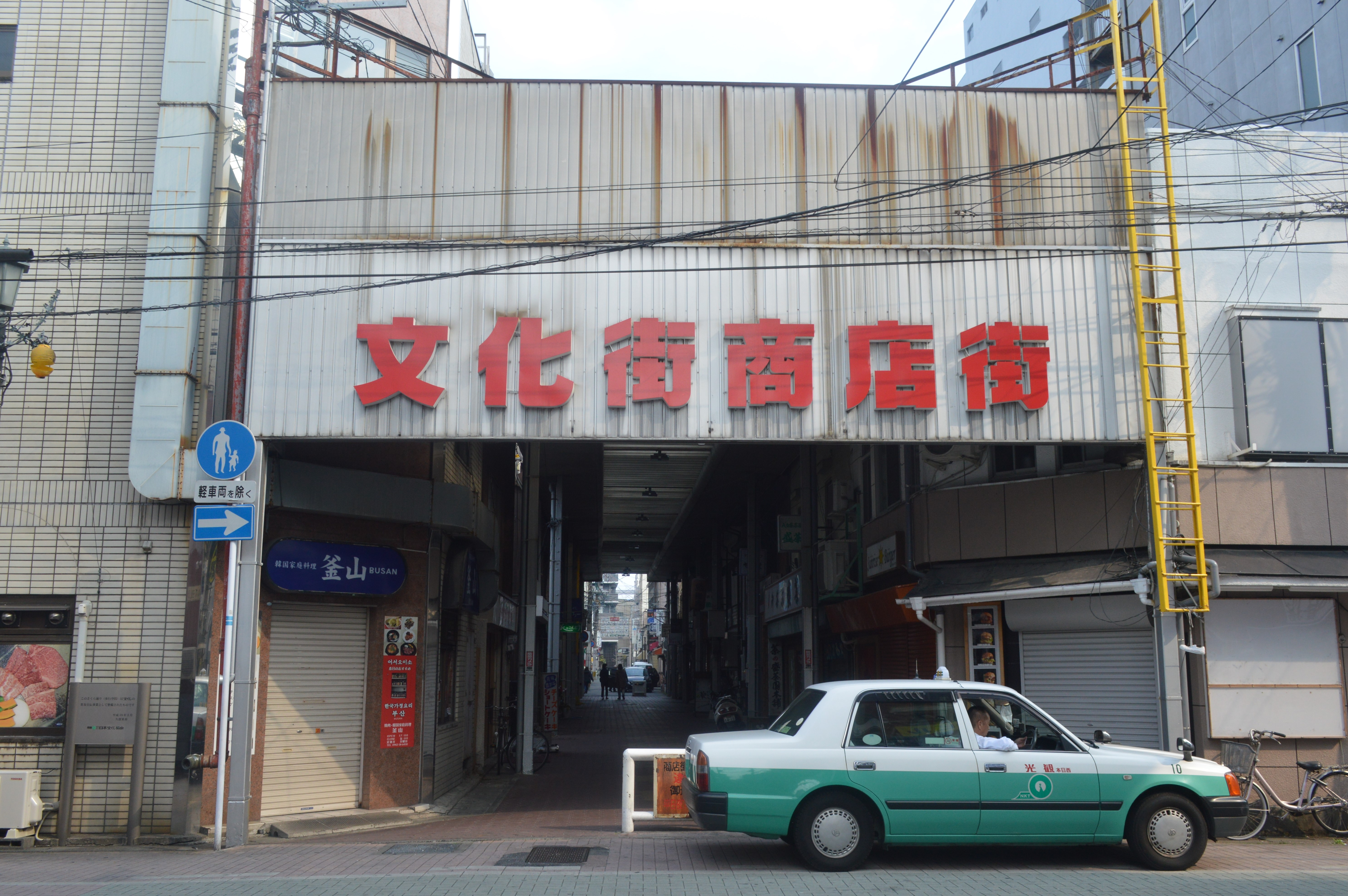
文化街

22歳の時に中国を離れて日本に渡り、長崎県で中国物産店を経営した。1913年（大正2年）に革命家の孫文が長崎県を訪れた際には、孫文らとともに記念写真に収まった。

### 光華楼の創業
1917年（大正6年）、福岡県久留米市に中華料理店の光華楼を創業した。光華楼は久留米市初の中華料理店であり、光華楼の経営を通じて中華物産や中国文化の普及に取り組んだ。光華楼のメニューにはちゃんぽんがあり、光華楼は久留米ちゃんぽん発祥の店とされる。長崎ちゃんぽんの元祖は1899年（明治22年）創業の四海樓であるが、四海樓の創業者である陳平順も福建省出身であり、翁善畊は陳平順とも縁があったという。久留米市の光華楼は、長崎市の四海樓、福岡市の福新楼とともに「三楼」と称されることもある名店である。太平洋戦争時の1945年（昭和20年）8月には久留米市街地が久留米空襲に遭い、孫文と撮った記念写真を失った。

### 映画館などの経営
戦後の1950年（昭和25年）5月には、久留米医科大学の医学生だった翁幸光（後の3代目）などとともに、住友銀行（現在の三井住友銀行）久留米支店の裏通りに映画館の文化会堂を開館させた。開館当時の周辺地域は新天地や寿市場などと呼ばれていた。その後、文化会堂の近くに名画座や新文化会堂などの映画館も開館させ、映画館3館は文化街劇場と総称された。文化会堂の開館時の周辺地域は建物がまばらだったが、徐々に飲食店が集まるようになって繁華街に成長していった。文化会堂や総称としての文化街劇場は、筑後地方最大の繁華街である文化街の名称の由来となり、文化街で映画を観てからコーヒーを飲んで帰ることが流行した。
教育委員会と連携して夏休みに映画教室を開催したり、文部省推薦映画を安価で上映するなどの取り組みも行った。1963年（昭和38年）ごろには日本アート・シアター・ギルド（ATG）の社会派作品の上映を開始したが、ATGの作品を上映するのは久留米市が西日本初だった。同年には88歳の米寿を祝っている。飲食店や映画館の経営の他に、スケートリンク、テニスコート、ボウリング場、大型プール、ゴーカート場の運営にも関与し、「総合健康レジャー産業をめざす光華楼チェーン」という謳い文句もあった。

### 死後
2021年（令和3年）8月31日、光華楼3代目店主の翁幸光は光華楼エメックス店を閉店させた。これによって光華楼は全店舗が閉店し、1917年から100年以上続いた歴史に区切りを打った。

## 経営した施設
飲食店
- 光華楼本店（日吉町）
- 光華楼別館（東町）
- 光華楼支店（第二光華楼、有楽町）
- 味の店（第三光華楼、文化街）
- ダイヨン（日吉町）
- ティルーム（文化街） - 昭和30年代開店。

映画館
- 文化会堂（文化街） - 1950年5月開館[9]。
- 名画座（文化街） - 1954年開館[1]。
- 新文化会堂（文化街） - 1954年9月開館[9]。
- シネ・ロイリー（東町） - 1950年代後半開館。

その他
- スケートリンク
- テニスコート
- ボウリング場
- 大型プール
- ゴーカート場